# Mihail Manoilescu
Mihail Manoilescu (ur. 9 grudnia 1891 w Tecuci, zm. 30 grudnia 1950 w więzieniu w Sighecie) – rumuński polityk, ekonomista i publicysta, w roku 1940 minister spraw zagranicznych Rumunii.

## Życiorys
Pochodził z arystokratycznej rodziny z Mołdawii. Osierocony w wieku 9 lat przeniósł się do Jass, gdzie ukończył liceum. W 1915 ukończył studia w Bukareszcie, uzyskując stopień inżyniera i rozpoczął działalność polityczną. W 1926-1927 w randze podsekretarza stanu zajmował się polityką finansową państwa. W 1927, po przejęciu władzy przez Karola II został na krótko aresztowany. W 1931 na krótko objął kierownictwo Banku Narodowego. W latach 30. związał się z Żelazną Gwardią, stając się jednym z ideologów korporacjonizmu, w wydaniu rumuńskim. W roku 1929 wydał pracę Théorie du protectionism et de l'échange international, która stała się podstawą jego koncepcji ekonomicznych. W lipcu 1940 stanął na czele resortu spraw zagranicznych w rządzie Iona Gigurtu, w czasie kryzysu po aneksji Besarabii i Północnej Bukowiny przez ZSRR. Po masowych protestach ludności przeciwko aneksji podał się do dymisji.
Po przejęciu władzy przez komunistów w Rumunii, w grudniu 1945 Manoilescu został uwięziony. W więzieniu przebywał bez wyroku do grudnia 1948. Zwolniony z więzienia, wkrótce aresztowany ponownie i osadzony w więzieniu Jilava, a następnie w Ocnele Mari i w Sighecie. W Sighecie zmarł w grudniu 1950.